# 건물일체형 태양광 발전 시스템

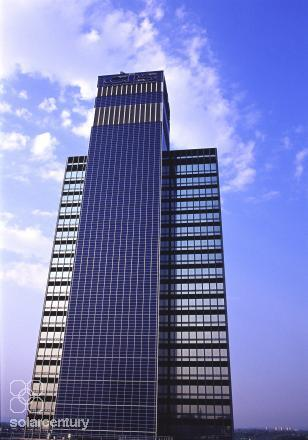
영국의 CIS타워. 550만 파운드어치의 BIPV가 설치되었다.

건물 일체형 태양광 발전 시스템 ( BIPV )은 Building-Integrated Photovoltaic system의 줄임말로 태양광 기술을 건축물에 접목하여 태양전지 모듈 자체가 곧 건물 외장재로서 기존 건축물의 마감재를 대체하면서 전기를 발전하는 다기능 복합 시스템을 말 한다. 기존의 건물 설치형 태양광 발전은 건축물의 옥상, 지붕 등에 구조물을 추가적으로 지어 설치하는 유형이었다. 이런 형태는 전력을 생산, 건물의 에너지를 공급한다는 장점이 있음에도 기존 건물과 디자인적으로 조화를 이루지 못한다는 등의 이유로 기피되었었다. 건물 일체형 태양광 발전 시스템은 건물의 디자인을 거스르지 않는 외장재의 형태로 태양광 발전을 할 수 있다는 것이 가장 큰 장점이다. 
우리나라는 BIPV의 개념을 잡아가고 있는 단계로 「신재생에너지 설비의 지원 등에 관한 규정」의 하부에 「신재생에너지 설비 원별 시공기준」에서는 BIPV는 건축 부자재의 기능과 전기설비로서 태양고아 발전의 기능을 겸하며, 제거될 경우 외피의 핵심기능이 상실, 훼손되는 구조라고 정의한다. 
BIPV를 포함한 국내 건물형 태양광은 설치 유형에 따라 아래와 같이 분류된다.
1. 건물설치형: 건축물 옥상 등에 설치하는 태양광설비의 유형
2. 건물부착형 (이하 "BAPV형: Building Attatched PhotoVoltaic"): 건축물 경사 지붕 또는 외벽 등에 밀착하여 설치하는 태양광설비의 유형
3. 건물일체형 (이하 "BIPV형: Building Integrated PhotoVoltaic"):태양광모듈을 건축물에 설치하여 건축 부자재의 역할 및 기능과 전력생산을 동시에 할 수 있는 태양광설비로 창호, 스팬드럴, 커튼월, 이중파사드, 외벽, 지붕재 등 건축물을 일부 또는 완전히 둘러싸는 벽, 창, 지붕 형태로 모듈이 제거될 경우 건물 외피의 핵심기능이 상실 또는 훼손될 수 있어 다른 건축자재로 체되어야 하는 구조.

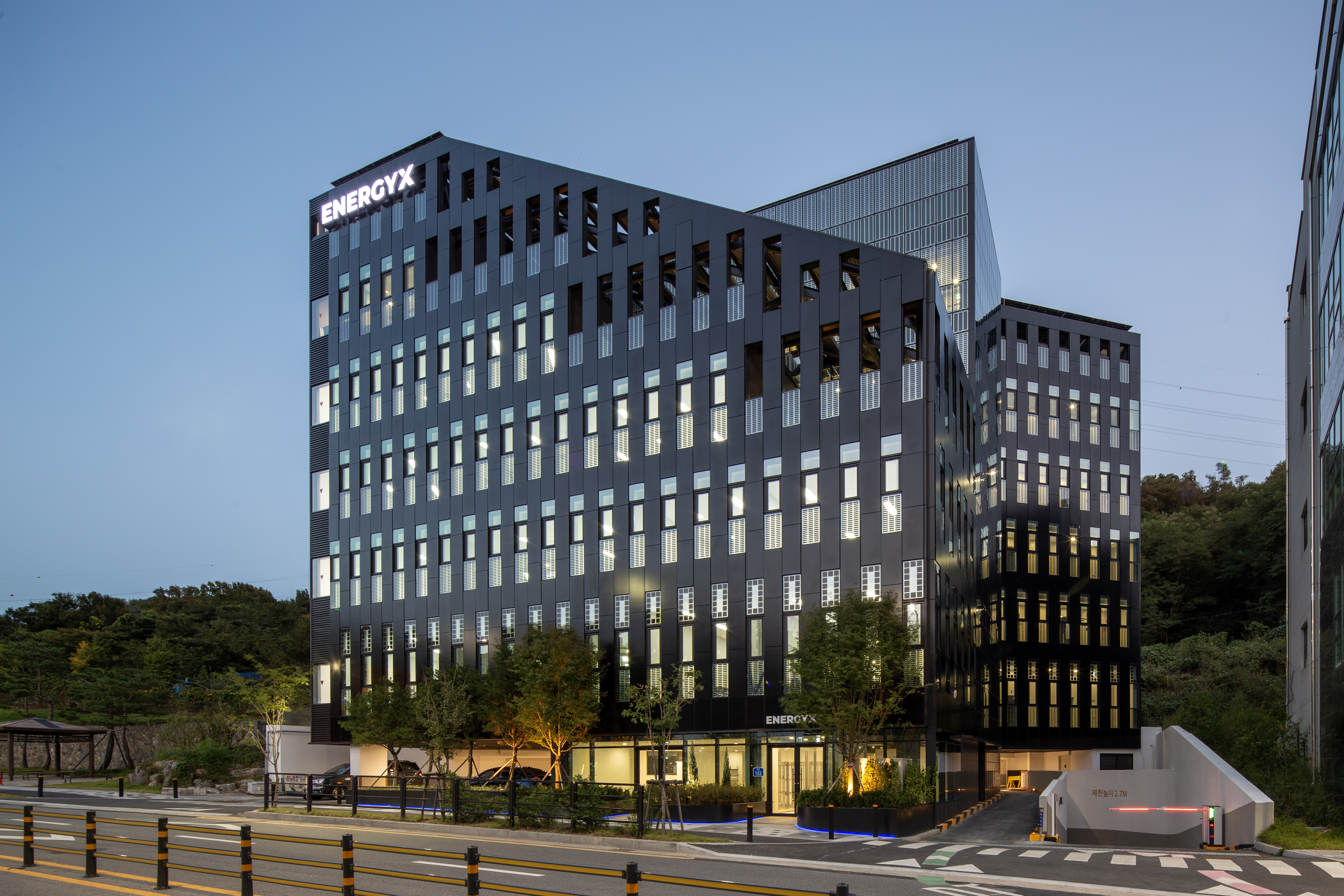
에너지엑스 DY빌딩, 대한민국 최초 상업용 플러스 제로에너지빌딩으로 벽면이 모두 BIPV로 되어있다. 에너지 자립률 121.7%를 달성했다.

BIPV는 유형별로 다음과 같은 기능과 역할을 한다고 분류되기도 한다.
- 지붕형: 지붕 단열 및 발전을 통한 건물 에너지 공급
- 커튼월/창호: 일반창호를 대체해 유리와 태양전지모듈을 일체화함으로써 채광 및 보온 발전 병행
- 커튼월(스펜트럴): 건물 외벽에 부착이 되어 건물외벽재로서 보온, 외벽재, 발전 병행
- 차양: 햇볕 차단, 일조량 관리 및 발전 병행
- 외벽용 태양광 발전: 외벽에 부착이 되어 건물 외벽재로, 보온 및 외벽재, 발전 병행
- 기와형: 기존 기와형 모양 유지 또는 건물 지붕 패널 대체
- 미니 태양광 모듈: 아파트 베란다에 설치를 하여 전기요금 절감

## BIPV의 장/단점

#### BIPV의 장점
첫째,건축물의 외장재와 태양전지 기술을 융합하여 독립적으로 설비를 설치하기 위한 하부 구조물, 모듈을 고정시키기 위한 장치나 재료 비용 등을 없애거나 최소화한다. 둘째, 전력 생산지와 소비처가 가장 근거리에 위치하여 최소한 전력 분배시설을 절약할 수 있다. 제로에너지빌딩을 목표로 에너지소비를 최소화하고, 태양광 발전 시스템을 통해 필요한 에너지를 생산하면 에너지를 자급자족할 수 있다. 셋째, 건축 설계 단계에서부터 태양광 발전 시스템의 도입을 계획하면, 그 계획 및 설치 비용을 절감할 수도 있다. 특히 건물과 디자인적으로 조화를 이룰 수 있는 장점이 있다.

#### BIPV의 단점
첫째, BIPV는 건축 외장재 제조 난이도 및 제조 원가가 높다. 강화 유리, 외피 보강재 등 다양한 건축 자재를 제조 또는 설계·시공 과정에 복합 사용하는 특수성을 가지고 있다. 둘째, 시스템 설계와 관련해서 건축·전기 등 다수의 정보 수용성과 시공 경제성이 부족하다. 셋째, 시스템 설계에 있어서도 건축물 외피 부착에 따른 단열성, 발전 성능, 절연성 등 건축·전기적 문제들을 동시에 고려해야 하고, 디자인에 따라 모듈의 색상, 분포 배치 및 설치 방향, 각도 등 다양한 변수들을 사전에 종합 검토해야 하는 다소 난해한 문제들을 가지고 있다.

## 양식
1. 차양: 과도한 태양열 이득을 제한하기 위해 루버와 같은 차양 장치가 필요한 경우가 많다. 수평 및 수직, 고정 또는 조정 가능, 금속 또는 유리 외부 루버는 외피에 가깝게 또는 멀리 장착할 수 있다. 루버는 단순하게 외장재 프레임 또는 외장재를 관통하여 건물 구조에 직접 브래킷으로 고정된다. 외부 루버와 관련된 주요 문제는 바람 하중에 대한 저항, 내구성 및 청소, 유지 관리를 위한 접근성이다. 차양은 기울기와 열적 환기 때문에 PV 모듈에 합리적인 방식이다. 주요 문제는 일부 태양 각도에서 루버가 서로 그림자를 만들어 출력 전력 성능을 감소시키는 것이다. 적절한 경사와 올바른 방향으로 루버를 기울이면 직사광선을 피하면서 높은 PV 출력을 얻어낼 수 있다.
2. 외장 패널: 외장 패널 시스템은 비와 바람을 막는 패널과 공기층 공간으로 분리된다. 공기 장벽을 형성하는 벽의 내부 층은 비교적 건조하게 유지된다. 수직 외장재 레일 또는 고정 브래킷은 후면벽에 고정되고 배수 및 환기 시스템과 함께 외부 패널은 습윤 및 태양 복사의 유해한 영향으로부터 내부 층을 보호하므로 열 팽창 및 수축의 영향이 최소화된다. 일반적으로 외장 패널은 코팅된 알루미늄인 경량 금속 패널을 사용하며, 공기 및 배수를 위한 외부 슬리브는 건물 외피의 장식 요소로도 사용된다. 새 건물 외에 오래된 외부 마감재를 대체할 때도 사용되는데, 건물을 비우지 않고 전체 보수 프로세스를 수행할 수 있다.
3. 시스템 커튼월: 커튼월은 멀리언/트랜섬 시스템이라고도 하는 스틱 시스템이 일반적인 형태이다. 커튼월 건설 시스템은 개별 구성 요소가 완성, 절단 및 가공된 상태로 현장에 전달된다. 이러한 구성요소에는 멀리언(수직부재), 트랜섬(수평 부재), 투명 유리 영역, 불투명한 유닛 또는 절연 프레스 금속 패널(스팬드럴 영역), 외장재 시스템을 건물에 고정하기 위한 개스킷 및 브래킷 구조가 포함된다. PV 모듈은 시야 영역이나 파사드의 불투명 영역에서 커튼월 시스템과 통합될 수 있다. 일반 유리와 같은 방식으로 설치하고 정면에 방수 처리할 수 있으나 사용된 모듈의 치수는 외관에 정확히 맞아야 하므로 맞춤형 모듈이 필요할 수 있다.
4. 더블 스킨 파사드: 이중 외피 파사드는 환기 공동(cavity, 空洞)으로 분리된 두 개의 건물 외피로 구성된 시스템이다. 공동의 주요 설치 목적은 일년 내내 날씨에 따른 물리적 특성을 변화시켜 건물의 성능을 향상시키는 것이다. 단열된 내부 파사드와 외부 스킨 사이에는 가열되지 않은 열 완충 구역이 있다. 이 구역은 필요한 경우 환기되며 전동식 차양 장치를 통합할 수 있다.
5. 아트리움 캐노피: 유리 지붕은 빛 전달을 제어하지 못하여 겨울에는 열 손실을 가속화하고 여름에는 열 획득을 가속화한다. 내부 공간 제어는 아트리움 또는 채광창을 설계할 때 더 중요한 요소로 남아 있으며 PV 모듈은 차양 요소로 중요한 역할을 할 수 있다. 캐노피는 건물 높이에 수평 또는 완만하게 기울어진 면으로 구성된 아트리움과 유사하다.

## 주요사례
| 번호 | 지역   | 프로젝트명                  | 용량 (kW) | 시스템 종류             |
| ---- | ------ | --------------------------- | --------- | ----------------------- |
| 1    | 양천구 | 서울에너지공사 실증단지     | 140       | 입면, 캐노피, 파사드 외 |
| 2    | 강동구 | 능골근린공원                | 8         | 바닥 G2G 태양광         |
| 3    | 금천구 | 대륭22차 지식산업센터       | 48        | 커튼월                  |
| 4    | 중구   | 서소문청사                  | 103       | 무반사 컬러 모듈        |
| 5    | 노원구 | 노원 EZ(Energy Zero) 하우스 | 407       | 입면, 옥상, 난간 외     |
| 6    | 강북구 | 우이동 오피스텔             | 8         | 입면                    |
| 7    | 강남구 | 화이트팜                    | 40        | 디자인형                |
| 8    | 강남구 | CS WIND 본사                | 107.5     | 무반사컬러 CIGS모듈     |
| 9    | 강서구 | 마곡 대상연구소             | 176       | 일반 모듈(옥상 캐노피)  |
| 10   | 강서구 | 마곡 나무기술 R&D 센터      | 86        | 일반 모듈(옥상 캐노피)  |
| 11   | 강남구 | 역삼동 청년주택             | 12        | 벽체                    |
| 12   | 강남구 | 알파홀딩스본사 사옥         | 15        | LED 경관조명 겸 BIPV    |

| 번호 | 지역 | 프로젝트명                | 용량 (kW) | 시스템 종류           |
| ---- | ---- | ------------------------- | --------- | --------------------- |
| 1    | 경주 | 한국수력원자력본사        | 1,300     | 일반형, 지붕일체형    |
| 2    | 밀양 | 삼양식품 밀양공장         | 443       | 벽면일체형            |
| 3    | 제주 | 제주항국제여객터미널      | 68        | 지붕일체형            |
| 4    | 용인 | 용인주택                  | 3         | 금속 기와형           |
| 5    | 대구 | 자동차 전시장             | 15        | 투과성 비정질 태양광  |
| 6    | 대전 | 한밭대 BIPV 시스템 실험동 | 2         | 투과성 비정질 태양광  |
| 7    | 인천 | 환경과학원 기후변화연구동 | 116       | 결정계, 투과성 비정질 |